# ヴィクトル・メドヴェドチュク
ヴィクトル・ヴォロディミロヴィッチ・メドヴェドチュク（ウクライナ語: Ві́ктор Володи́мирович Медведчу́к, ラテン文字転写: Viktor Volodymyrovych Medvedchuk; 1954年8月7日- ）は、ウクライナの親露（親ロシア）政治家、オリガルヒ、弁護士である。名字はメドヴェドチューク、メドベドチュク、メドヴェチュク、メドヴェチュークともカナ転写される。日本メディアではビクトル・メドベチュクとの表記もある。
政治家としては、2019年8月29日に国会議員に選出された。親露組織「ウクライナの選択」の議長、ウクライナの欧州連合（EU）加盟反対論者である。
ロシア連邦大統領ウラジーミル・プーチンの協力者とウクライナでは見なされており、メドヴェドチュクはプーチンを「個人的友人」と呼んできた。一部の評論家はメドヴェドチュクをウクライナにおけるプーチンの最も近い協力者とも呼んできた。プーチンはメドヴェドチュクの末娘の代父である。
2022年にロシアがウクライナへの侵略を開始した後にウクライナ当局に拘束され、捕虜交換でロシアに移った。

## 経歴
1997年から2002年、メドヴェドチュクはウクライナ議会議員であった。メドヴェドチュクは2002年から2005年まで第2代ウクライナ大統領レオニード・クチマの首席補佐官を務めた。その後、2018年まで国政から外れていた。2018年11月、メドヴェドチュクは政党「生活党」の政治評議会の議長に選出された。生活党はその後、合併して「野党プラットフォーム―生活党」になった。2019年のウクライナ国政選挙において、同党は全国党名簿で37議席と選挙区で6議席を獲得した。メドヴェドチュクは野党プラットフォーム―生活党の名簿第3位であったため、当選を果たした。
2021年2月19日、ウクライナ国家安全保障・国防会議はメドヴェドチュクと妻のオクサーナ・マルチェンコを、テロリズムへの資金供与の疑いで、ウクライナ人制裁リストに追加した。2021年5月11日、ウクライナ検察庁はメドヴェドチュクを反逆とクリミア（ロシアによって併合されていたが、国際的にはウクライナ領土として認められている）の国家資源を略奪しようとした罪で告訴した。メドヴェドチュクの自宅軟禁は2021年5月13日に始まった。
2022年2月28日、2022年ロシアのウクライナ侵攻開始の4日後にメドヴェドチュクは自宅から逃亡し、行方をくらました。同年3月8日、メドヴェドチュクは野党プラットフォーム―生活党の共同議長の地位から外された。同年4月12日、メドヴェドチュクはウクライナ保安庁によって反逆罪で逮捕された 。これら一連の出来事の裏には、敵対するオリガルヒであるイーホル・コロモイスキーが関与しているともされる。
同年9月21日、ウクライナとロシアとの間で行われた捕虜交換により、ロシアに身柄が引き渡された。
2024年3月27日にはチェコ政府により、ロシア寄りのニュースサイト「ボイス・オブ・ヨーロッパ」を通じた対欧州世論工作に関与したとして、制裁対象となった。